# إف سي يونايتد أوف مانشستر
نادي يونايتد أوف مانشستر لكرة القدم (بالإنجليزية: Football Club United of Manchester) المعروف اختصاراً باسم إف سي يونايتد (بالإنجليزية: FC United) هو نادٍ شبه محترف لكرة القدم في موستون، مانشستر، إنجلترا، يتنافس في دوري الشمال الوطني، الدرجة السابعة من نظام دوريات كرة القدم الإنجليزية، ويلعب المباريات على ملعب برودهيرست بارك. تأسس النادي في عام 2005 من قبل أنصار مانشستر يونايتد المعارضين لاستيلاء رجل الأعمال الأمريكي مالكولم جليزر. دخل نادي اتحاد مانشستر القسم الثاني من دوري كرة القدم في المقاطعات الشمالية الغربية، وحصل على ثلاث ترقيات متتالية وتم ترقيته للمرة الرابعة إلى دوري الشمال الوطني لموسم 2015–16. في كأس الاتحاد الإنجليزي وصل نادي اتحاد مانشستر إلى الدور الثاني من كأس الاتحاد الإنجليزي موسم 2010–11 والدور الرابع من كأس الاتحاد الإنجليزي موسم 2014–15. في عام 2019 هبطوا مرة أخرى إلى دوري الشمال الوطني.
بعد المشاركة الأرضية بين 2005 و2014 مع نادي بوري في غيغ لين. افتتح نادي اتحاد مانشستر ملعبه الخاص وهو برودهيرست بارك في شمال شرق مانشستر، في مايو 2015. الفريق كان يدربه كارل مارجينسون منذ تشكيله في 2005 حتى أكتوبر 2017. المدرب الحالي هو نيل رينولدز، الذي تولى المنصب في أكتوبر 2018 من ديفيد تشادويك الذي عمل كمدرب مؤقت بعد استقالة توم جريفز في أغسطس 2018. الألوان المعتادة للنادي هي القمصان الحمراء والسراويل البيضاء والجوارب السوداء. تستند شارتهم على شعار مانشستر وتتميز بسفينة في البحر وثلاثة خطوط للأنهار الثلاثة التي تتدفق عبر المدينة. نادي اتحاد مانشستر هو أكبر نادي كرة قدم مملوك للمشجعين في المملكة المتحدة من حيث عدد الأعضاء وله واحد من أعلى نسبة حضور في الدوري. يتم إدارة النادي بشكل ديمقراطي من قبل أعضائه الذين لديهم حقوق تصويت متساوية ويملك كل منهم حصة واحدة في النادي.

## تاريخ

### تشكيل وتكوين الفريق

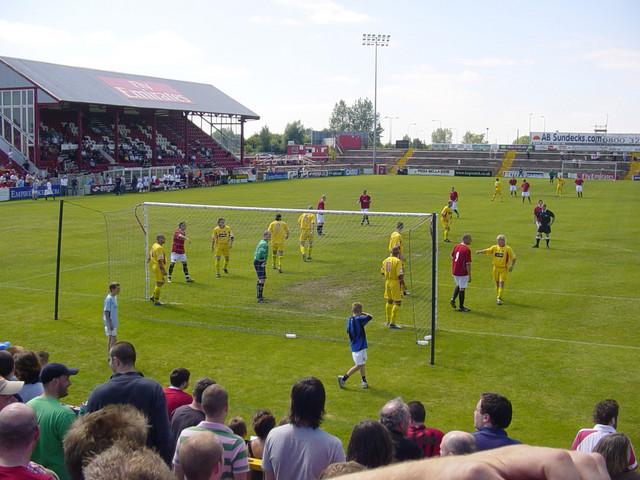
كانت مباراة يونايتد الأولى مباراة ودية ضد لي آر إم آي في 2005

تأسس النادي في عام 2005، من قبل مشجعي مانشستر يونايتد الساخطين. على الرغم من وجود أسباب مختلفة لعدم رضاهم،   كان العامل المحفز لـ F.C. كان تشكيل يونايتد، في 12 مايو 2005 استولى رجل الأعمال الأمريكي مالكولم جليزر، على مانشستر يونايتد. نظر المشجعون لأول مرة، في تشكيل نادي انفصالي في عام 1998 أثناء محاولة الاستيلاء على مانشستر يونايتد من قبل بي سكاي بي.
تم اقتراح يونايتد في حالة شراء شركة جليزر لأول مرة في فبراير 2005 من قبل فريق مانشستر يونايتد
- عقدت اجتماعات عامة للجماهير في 19 مايو 2005، في سنترال ميثوديست هول في الحي الشمالي في مانشستر، وفي 30 مايو في مسرح أبولو. بعد ذلك، تم إنشاء مجموعة توجيهية لإنشاء النادي الجديد. بعد رفض اسم «إف سي يونايتد» من قبل اتحاد كرة القدم لكونه عامًا للغاية، طُلب من أولئك الذين تعهدوا بالمال للنادي التصويت على اسم.
- في 14 يونيو 2005، تم الإعلان عن اختيار «إف سي يونايتد أوف مانشيستر» بفوزه على «إيه إف سي مانشستر 1878» و «مانشستر سنترال» و «نيوتن هيث يونايتد». تم تسجيل يونايتد رسميًا مع اتحاد كرة القدم في مقاطعة مانشستر في نفس اليوم. [

- تم تعيين كارل مارجينسون مديرًا للنادي في 22 يونيو، وأجرى النادي تجارب للاعبين بعد أربعة أيام.] تقدم حوالي 900 لاعب للمشاركة في التجارب، تم اختيار 200 منه للمشاركة و 17 تم اختياره للعب مع نادي إف سي. المتحدة. كان جوناثان ميتن، ابن شقيق مهاجم مانشستر يونايتد تشارلي ميتن، أول توقيع للنادي.

- تم عقد اجتماع أعضاء يونايتد الافتتاحي في 5 يوليو 2005 في قاعة ميثوديست المركزية. صوّت الأعضاء على دستور النادي وشارته والمبادئ الأساسية وانتخبوا مجلس الإدارة المكون من 11 عضوًا. بحلول 6 يوليو، كان أكثر من 4000 شخص قد تعهدوا بتقديم أموال إلى ف. كان لدى يونايتد والنادي أكثر من 100000 جنيه إسترليني في البنك.[10] خلال ف. في تشكيل يونايتد، عرض مالكو Leigh RMI دمج الناديين، لكن الأطراف قررت ضد الفكرة.[11] ف. رتب يونايتد في وقت لاحق للعب مباراته الأولى على الإطلاق ضد Leigh RMI في 16 يوليو 2005 ؛ انتهت المباراة 0-0.

### سنوات مقاطعات الشمال الغربي (2005-2007)
في الموسم 2005-2006، لعب يونايتد في القسم الثاني من دوري كرة القدم لمقاطعات الشمال الغربي (NWCFL)، وهو المستوى العاشر من نظام الدوري الإنجليزي لكرة القدم وتسعة مستويات أقل من الدوري الإنجليزي. لعب النادي مبارياته على أرضه على ملعب جيج لين في بيري.  ف. لم يكن يونايتد مؤهلاً للعب في FA Vase لموسمهم الأول لأن النادي تم تشكيله بعد الموعد النهائي لدخول المسابقة. ومع ذلك، كانوا قادرين على اللعب في كأس تحدي المقاطعات الشمالية الغربية.
كانت أول مباراة تنافسية ليونايتد هي الفوز 5-2 خارج الديار على ليك كاونتي سكول أولد بويز في 13 أغسطس 2005. حضر 2590 شخصًا المباراة. [27] [28] في أول ظهور له على أرضه في 20 أغسطس، هزم النادي باديهام 3-2 بهدفين من روري باترسون. خلال موسمهم الأول، قام F.C. حطم يونايتد باستمرار سجلات حضور NWCFL. شاهد حشد من 6032 فريقًا خلال مباراتهم الأخيرة في الدوري المحلي هذا الموسم ضد مدينة هاروود العظيمة، والتي لا تزال رقمًا قياسيًا في NWCFL اعتبارًا من 2016. [29] على الرغم من خسارة تلك المباراة 0-1، تمت ترقية الفريق إلى القسم الأول. [30]
- في موسم 2006/2007 الناجح لليونايتد في القسم الأول من NWCFL أكسب النادي ترقية إلى القسم الأول شمال الدوري الممتاز الشمالي. حصلوا على لقب الدوري الثاني على التوالي بفوزهم بنتيجة 7-1 على أثيرتون لابورنوم روفرز في 18 أبريل 2007. [32] ثم فازوا بكأسهم الثانية هذا الموسم بفوزهم على كرزون أشتون 2-1 في نهائي كأس التحدي NWCFL. في الجولة الثالثة من مسابقة FA Vase ، تم إقصاء النادي عندما خسر 2-3 في الدقيقة الأخيرة من الوقت الإضافي أمام Quorn. [34]

### سنوات الدوري الشمالي الممتاز (2007-2015)
- في 2007–2008، لعب يونايتد في الموسم الافتتاحي من الدوري الشمالي الممتاز (NPL) قسم واحد شمال.لأول مرة في كأس الاتحاد الإنجليزي، وخسر بنتيجة 1-2 أمام فليتوود تاون في الجولة التأهيلية الأولى. تقدموا إلى نهائي كأس رئيس NPL 2007-08، حيث تغلبوا على رادكليف بورو 2-0 ليحرزوا لقبهم الرابع في السنوات الثلاث التالية لتشكيل النادي. أنهى النادي الموسم الثاني في الدوري متخلفًا عن البطل برادفورد بارك أفينيو بفارق نقطة واحدة، ودخل في التصفيات لمركز الصعود الآخر. بعد فوزه على جسر بامبر 3-2 في نصف النهائي، استطاع إف سي واجه يونايتد سكيلميرسديل يونايتد في نهائي التصفيات، حيث عاد من تأخره بهدف ليفوز 4-1 ويكسب صعوده الثالث على التوالي ليلعب في الدوري الشمالي الممتاز.

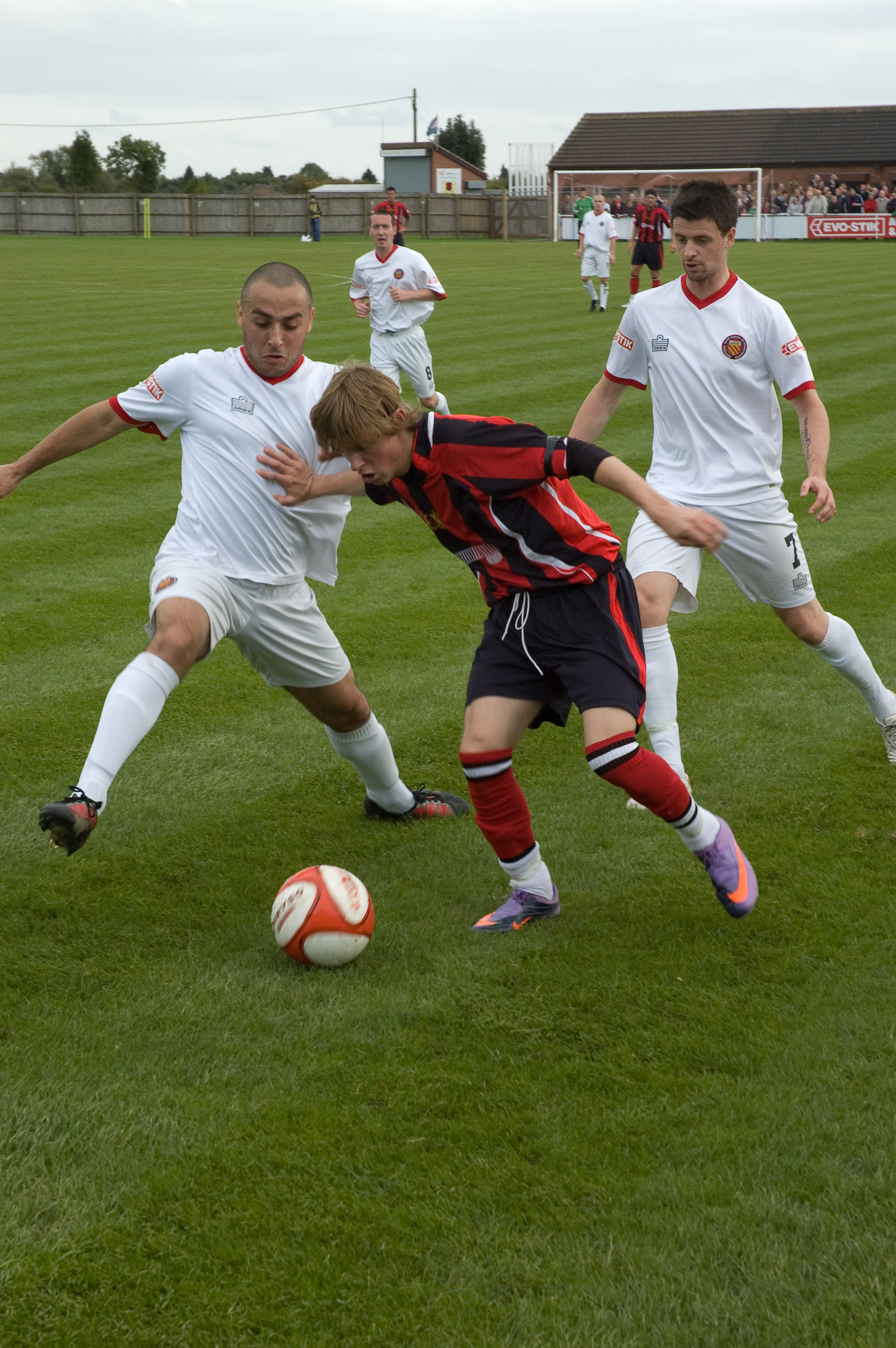
يونايتد (باللباس الأبيض) يلعب خارج ملعبه ضد ميكلوفر سبورتس ، أكتوبر 2010

- في 2008-2009، ظهر يونايتد لأول مرة في كأس الاتحاد الإنجليزي، ووصل إلى الدور التمهيدي الثالث، وغاب عن مكان ملحق في اليوم الأخير من الموسم العادي.[14] في موسم 2009-2010، احتل الفريق المركز 13 في الدوري، وهو أدنى مركز له في المواسم الخمسة الأولى، [15] قبل التقدم إلى الأدوار الفاصلة في 2010-11. [40] فازوا على برادفورد بارك أفينيو 2-0 في الدور نصف النهائي، ولكنه خسر المباراة النهائية 0-1 أمام كولوين باي. [41] [42] في وقت سابق من ذلك الموسم، قدم نادي F.C. وصل يونايتد إلى الدور الأول من كأس الاتحاد الإنجليزي للمرة الأولى، حيث سجل انتصارات على رادكليف بورو وجينزبورو ترينيتي ونورتون وستوكتون أنسينس وبارو ليلعب مع روتشديل في الدوري الأول. هزموا روتشديل 3-2 بعد فوز متأخر من مايك نورتون، [43] ولعبوا في نهاية المطاف 2010-11 بطل دوري الدرجة الأولى برايتون وهوف ألبيون في الدور الثاني. بعد التعادل 1-1 خارج ملعبه على ملعب ويثدين، إف سي. خسر يونايتد مباراة الإعادة في جيج لين 0-4، [16]أمام أعلى نسبة حضور على أرضه بلغت 6731.[17]

- في موسم 2011-12، قدم ف. وصل يونايتد إلى الدور الأول من كأس الاتحاد الإنجليزي للمرة الأولى بعد فوزه على فريكلي أتليتيك ودورهام سيتي وألترينشام.[18] [47] في الدوري، تأهلوا لنهاية الموسم الفاصل، على الرغم من احتلالهم المركز السادس، بسبب خفض رتبة نورثويتش فيكتوريا لخرقهم القواعد المالية.[19][20]فازوا على كورلي 2-0 في الدور نصف النهائي من الملحق للتأهل لنهائيات الملحق المتتالية لكنه خسر 0-1 أمام برادفورد بارك أفينيو في الدقيقة قبل الأخيرة من الوقت الإضافي.[21]
- احتل يونايتد المركز الثالث في موسم 2012-13 ليحجز مكانًا في التصفيات. [52] فازوا بنتيجة 3-1 على ويتون ألبيون في نصف النهائي، [22]لكنه خسر النهائي للمرة الثالثة على التوالي بهزيمة 1-2 أمام هيدنسفورد تاون. في الموسم التالي، احتل النادي المركز الثاني في الدوري لكنه خسر في البلاي أوف في نصف النهائي.[23] [56] خلال حملة 2014-2015، قام ف. وصل يونايتد إلى الدور الرابع من كأس الاتحاد الإنجليزي [24] وسجل سلسلة متتالية من 21 مباراة بالدوري دون خسارة من ديسمبر إلى أبريل، بما في ذلك 16 انتصارًا. لقد ضمن ترقيته إلى الدوري الوطني الشمالي بعد فوز 1-0 على ستوربريدج في 21 أبريل 2015 ؛ بعد سبع سنوات من المحاولة.[25] كان أفضل هداف للنادي في موسم الفوز بالبطولة هذا هو توم جريفز، [26] وهو نفس اللاعب الذي سجل هدف الفوز لبرادفورد بارك أفينيو ضد إف سي. يونايتد في الدور الفاصل 2012. [21]

### سنوات الدوري الوطني (2015-2019)
سجل يونايتد فوزه الأول في الدوري الوطني الشمالي بفوزه 3-2 على أرضه على براكلي تاون في 22 أغسطس 2015، والذي كان أول فوز تنافسي للنادي في برودهيرست بارك. في أكتوبر، وللمرة الثانية في تاريخ النادي، حصلوا على مكان في الجولة الأولى من كأس الاتحاد الإنجليزي بفوزه3-1 خارج أرضهم على سبورتينغ خالسا، [61] ولكنه تم إقصاؤه من المنافسة بعد 1-4 على أرضه خسارة ضد تشيسترفيلد. في تشرين الثاني (نوفمبر)، أنهى النادي جولاته في الكأس لموسم 2015-16 بعد هزيمتين متتاليتين على أرضه أمام ستالي بريدج سيلتيك 3-4 في كأس مانشستر الممتاز وفي الاتحاد الأفريقي تيلفورد يونايتد 1–2 في كأس الاتحاد الإنجليزي. في الفترة ما بين سبتمبر ونوفمبر 2015، تولى نادي ف. خسر يونايتد سبع مباريات متتالية في الدوري. أسوأ جولة لها على الإطلاق اعتبارًا من أبريل 2017. في النهاية أنهى الموسم في المركز الثالث عشر.
في موسم 2016-2017 التالي، أنهى الفريق مرة أخرى المركز 13 وفاز بكأس مانشستر الإنجليزي للمرة الأولى في تاريخه، بفوزه على ستاليبريدج سيلتيك 1-0 في النهائي. بعد بداية سيئة لموسم 2017-2018، غادر كارل مارجينسون، المدير الأول والوحيد للفريق، النادي بالتراضي في أكتوبر 2017. تم استبداله بالمهاجم توم جريفز الذي تولى المسؤولية بشكل مؤقت وتم تعيينه لاعبًا - مديرًا دائمًا في الشهر التالي. ف. أنهى يونايتد الموسم في المركز السادس عشر واحتفظ بكأس مانشيستر لكرة القدم بفوزه بركلات الترجيح على ترافورد إف سي. جريفز، الذي أصبح الهداف التاريخي للنادي في ديسمبر 2017، شهد تمديد عقده حتى نهاية موسم 2018-19. 
بعد بداية سيئة لموسم 2018-19، ترك جريفز النادي في نهاية أغسطس 2018، حيث عمل اللاعب السابق ديفيد تشادويك كمدير مؤقت. في أواخر أكتوبر، عين النادي نيل رينولدز كمدير أول للفريق. في 22 أبريل 2019، عيد الفصح الإثنين، هبط نادي إف سي يونايتد مرة أخرى إلى الدوري الشمالي الممتاز بعد هزيمة 1-2 على أرضه أمام بليث سبارتانز.

## الألوان والإشارة

تسند إشارة اتحاد مانشستر يونايتد شعار النيابة لمجلس مدينة مانشستر

ألوان نادي يونايتد هي الأحمر والأبيض والأسود - نفس الألوان التي يرتديها مانشستر يونايتد. القميص لا يحمل شعار رعاية، حيث ورد في دستور النادي أنه لا ينبغي أن يكون للنادي راع للقميص. كانت المجموعة الأولى للنادي عبارة عن قميص أحمر عادي وسروال قصير أبيض وجوارب سوداء سادة. قدم النادي قميصًا منزليًا جديدًا لموسم 2007–08 مع ياقة مخططة ونهايات مخططة على الأكمام استمرت حتى عام 2009. تم تغيير هذا لموسم 2009-11 إلى قميص أحمر مع شريط أسود وأبيض أسفل الجانب الأيسر، من صنع الأدميرال ملابس رياضية. لموسم 2011-13، ارتد النادي القميص الأحمر البسيط، من صنع أونيلز. في بداية موسم 2018-19، حل Errea محل أونيل كمورد للمعدات.
القميص الثاني للنادي، الذي يتم ارتداؤه عند اللعب خارج أرضه ضد فريق يغلب عليه اللون الأحمر، هو قميص أبيض وسروال قصير وجوارب بيضاء.  النادي لديه طقم بديل أزرق عادي مع شعار القبضة المشدودة وعبارة «نادينا قواعدنا» على مقدمة القميص للعب ضد فريق يرتدي الزي الأحمر والأبيض. في المواسم الماضية، تم استخدام القمصان البيضاء مع خطوط سوداء أو حمراء قطرية  وقميص أبيض مع تقليم أحمر، وشورت أسود وجوارب بيضاء كمجموعة ثانية. 
شارة النادي باللون الأحمر والأبيض والأسود والأصفر وتتضمن عناصر من شعار مجلس مدينة مانشستر؛ سفينة تمثل صناعة مانشستر وثلاثة خطوط تمثل الأنهار الثلاثة التي تتدفق عبر مانشستر: إيرك وإيرويل وميدلوك.

## ملعب

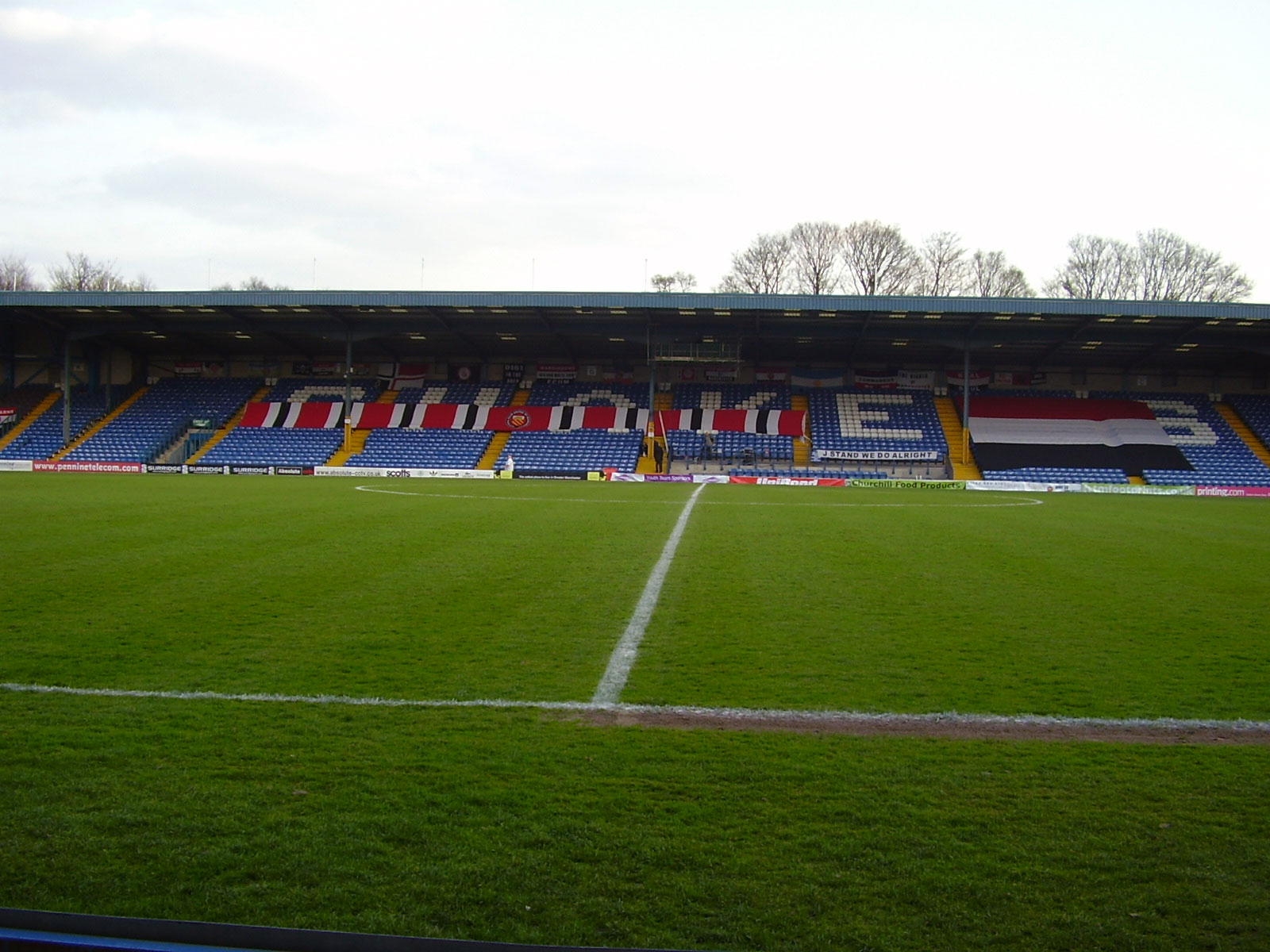
ملعب جيج لين مزين بأعلام ولافتات النادي. كان هذا منزل النادي في سنوات تكوين.

فريق يونايتد يلعب بسعة 4400 متفرج. [1] برودهيرست بارك، الذي افتتح في مايو 2015. تم بناء الأرض بتكلفة 6.3 مليون جنيه إسترليني، باستخدام مليوني جنيه إسترليني من مخطط المشاركة المجتمعية والباقي من مجموعة متنوعة من المنح الحكومية والخيرية. الأرض محاطة من جميع الجوانب بحوامل مغطاة: نهاية طريق سانت ماري (شرقًا)، والموقف الشمالي، ونهاية طريق لايتباون (غربًا) ، والمدرج الرئيسي (جنوبًا)، ويحتوي الأخير على أقسام جلوس.داخل المدرج الرئيسي يوجد نادي به بار ومرافق تقديم الطعام ومكاتب النادي وغرف تغيير الملابس وجناح طبي وفصل دراسي. الملعب مشترك مع فريق محلي للناشئين، موستون جونيورز إف سي.
منذ تأسيسها في 2005 حتى 2014، لكرة القدم نادي F.C. كان مقر يونايتد في ملعب جيج لين بوري إف سي. ف. تم الإعلان عن أول ملعب مقترح ليونايتد في عام 2010 لنيوتن هيث، المنزل الأصلي لمانشستر يونايتد. كان من المقرر أن يقع التطوير في موقع المركز الرياضي عشرة أفدنة لين وسيتكلف 3.5 مليون جنيه إسترليني، على أن يتم تمويله من خلال التبرعات العامة، وقضية المشاركة المجتمعية ومنح التمويل.ومع ذلك، بعد عام، في مارس 2011، تراجع مجلس مدينة مانشستر عن تمويل الاستاد. تم الإعلان عن موقع برودهيرست بارك في موستون، شمال شرق مانشستر، في أبريل 2011.تم إصدار معلومات مفصلة حول المنشأة الجديدة في يونيو 2011 ووافق مجلس مدينة مانشستر على إذن التخطيط للموقع في 27 أكتوبر 2011. ف. كان على يونايتد التغلب على بعض العقبات بما في ذلك اتفاقيات التمويل والمقاول ومفاوضات الإيجار والطعن القانوني من السكان المحليين مما تسبب في تأخير لمدة عامين آخرين قبل بدء البناء في نوفمبر 2013. 
تم افتتاح ملعب برودهيرست بارك في منزل النادي في مايو 2015.
خلال فترة وجودهم في Bury ، كانت اشتباكات المباريات تعني أن F.C. استخدم يونايتد ستة ملاعب أخرى للتركيبات المنزلية: موس لين ألترينشام،  متنزه رادكليف بورو في ستاينتون بارك هايد يونايتد، إوين فيلدز،  ستاليبريدج سيلتيك باور فولد، ملعب تامسايد في كورزون أشتون،  وطريق وادي فليكستون.
لموسم 2014-2015، قدم نادي F.C. أنهى يونايتد اتفاق المشاركة مع Bury بعد تسعة مواسم استعدادًا لانتقاله إلى ستاينتون بارك. نظرًا لأن الأرض لم تكن جاهزة في بداية الموسم، فقد استخدم Bower Fold كمنزل مؤقت. التأخير مع برودهيرست بارك يعني أن نادي إف سي لم يتمكن يونايتد من الانتقال حتى مايو 2015، وبعد اشتباكات المباراة مع ستالي بريدج سلتيك، انتقل النادي في ديسمبر 2014 إلى ملعب تامسايد للفترة المتبقية من الموسم.  ف. استضاف يونايتد حدثًا تجريبيًا في برودهيرست بارك في 16 مايو 2015، حيث أقام مباراة قصيرة بين فريقه الأول المكون من إحدى عشر لاعب من لاعبين سابقين. كانت المباراة الافتتاحية الرسمية مباراة ودية ضد بنفيكا بي في 29 مايو،  في ذكرى فوز مانشستر يونايتد على بنفيكا في نهائي كأس أوروبا عام 1968. فاز بنفيكا في المباراة الافتتاحية 1-0 أمام حشد من 4232.

## أنصار
نادي يونايتد مملوك من قبل 5000 من أعضائها وهي أكبر نادي كرة قدم مملوك لمشجعين في المملكة المتحدة من حيث عدد الأعضاء. يمكن لكل عضو التصويت على كيفية إدارة النادي، بما في ذلك التصويت لأعضاء مجلس الإدارة وتصميمات العدة وأسعار التذاكر الموسمية. معظم F. لا يزال أنصار يونايتد يدعمون مانشستر يونايتد والعديد منهم كانوا في السابق حاملي التذاكر الموسمية في أولد ترافورد. ف. يشتهر مشجعو يونايتد بمجموعة كبيرة من الأغاني التي يغنونها في المباريات، وقد أشاد الإعلام بالجو الذي خلقه المشجعون.
خلال موسمهم الأول (2005–06)، قام الفريق وحصل على ثاني أعلى معدل حضور في كرة القدم الإنجليزية غير المنتمية إلى الدوري بمتوسط عدد زوار يبلغ 3059 وكان يحتل المرتبة 87 في قائمة أفضل الأندية المدعومة في جميع الأقسام. تراجعت نسبة الحضور في الموسمين التاليين، وكان يحتل المركز 92 على قائمة أفضل الأندية المدعومة في 2006-2007 والمرتبة 100 على أنه أفضل فريق مدعوم في 2007-2008.  ثم استقر متوسط حضوره في الدوري عند حوالي 2000 لكل مباراة، قبل أن يرتفع إلى متوسط 2155 في 2014-15، وهو سابع أعلى نسبة حضور في كرة القدم خارج الدوري. بعد الانتقال إلى Broadhurst Park في مايو 2015، بلغ متوسط عدد البوابات للنادي 3,394 في 2015-16، بزيادة موسم بعد موسم بأكثر من 57٪ ورابع أعلى نسبة حضور في كرة القدم خارج الدوري.

## منظمة
ف. المتحدة تعمل كمجتمع منفعة للمجتمع.  يتم الحصول على العضوية عن طريق دفع رسوم سنوية قدرها 15 جنيهًا إسترلينيًا للنادي (3 جنيهات إسترلينية للأطفال) ولكن كل عضو يتلقى حصة واحدة فقط في النادي ويحق له التصويت في الاجتماعات، بغض النظر عن المبلغ المتبرع به. يتكون مجلس الإدارة من 11 عضوًا يتم انتخابهم من قبل أعضاء النادي.  يشرف الرئيس التنفيذي على العمليات اليومية للنادي؛ آندي والش، أحد الأعضاء المؤسسين لـ F.C. المتحدة، تم تعيينه في هذا المنصب في عام 2005. استقال من منصبه في نهاية يونيو 2016. [121] داميان تشادويك، عضو مؤسس آخر للنادي، تولى المنصب في نوفمبر 2016. تنحى تشادويك في 2018 وحل محله بول سميث.
- يتضمن بيان النادي المبادئ الأساسية التالية: [119]

1. يُنتخب المجلس بطريقة ديمقراطية من قبل أعضائه؛

2_تتخذ القرارات من قبل الأعضاء على أساس صوت واحد وعضو واحد؛
3_سيطور النادي روابط قوية مع المجتمع المحلي ويسعى جاهداً ليكون في متناول الجميع، دون تمييز ضد أي شخص؛
4_سيسعى النادي إلى جعل أسعار الدخول في متناول الجميع قدر الإمكان، إلى أوسع دائرة انتخابية ممكنة؛
5_سيشجع النادي الشباب على المشاركة المحلية - اللعب والدعم - كلما أمكن ذلك؛
6_سوف يبذل المجلس قصارى جهده لتجنب النزعة التجارية الصريحة؛
7_سيبقى النادي منظمة غير ربحية.
يقبل النادي الرعاية لكنه لا يسمح بعرض شعارات الرعاة على قمصان الفريق.كان الراعي الرئيسي للنادي في موسمه الافتتاحي 2005-06 هو نداء بوبال الطبي وفي موسم 2006-07 كانت مجموعة ويليامز بي أم دبليو. بين 2011-2016، F.C. تمت رعاية يونايتد من قبل mxData ، وهي شركة تطوير تطبيقات جوال ومقرها مانشستر.  في أكتوبر 2014، قدم ف. أصبح يونايتد أول نادٍ لكرة القدم في المملكة المتحدة يتم اعتماده كصاحب عمل بأجر من قبل .مؤسسة الأجور الحية

## نقد
تعرض يونايتد ومؤسسوهم لانتقادات ودعم من قبل مشجعي مانشستر يونايتد ووسائل الإعلام. يرى بعض المعجبين أولئك الذين اختاروا المغادرة لمتابعة نادي إف سي. متحدون كـ «خونة».شكك مدرب مانشستر يونايتد السير أليكس فيرجسون في ولاء الجماهير الذين قرروا تشكيل النادي والدافع وراء تشكيل الفريق. متحدون في كتاب صدر عام 2006:
أنا آسف لذلك. إنه لأمر محزن بعض الشيء، هذا الجزء، لكني أتساءل عن مدى قوتهم من مشجعي يونايتد. يبدو لي أنهم يروجون أو يعرضون أنفسهم قليلاً بدلاً من القول، «في نهاية اليوم، اتخذ النادي قرارًا، سنلتزم بها». الأمر يتعلق بهم أكثر منا.
- السير أليكس فيرجسون، اليوميات الرسمية لمانشستر يونايتد لهذا الموسم (2006)
دعم إيريك كانتونا، مهاجم مانشستر يونايتد السابق، النادي، واصفًا إياهم بـ «فكرة عظيمة» وأعرب عن أمله في أن يقوم إف سي. سيصبح يونايتد «نادٍ عظيم ويفوز بكأس أوروبا في غضون 50 عامًا». في 2010، البالغ من العمر 43 عامًا، قال إنه سيكون مستعدًا للعب في النادي. انضم ستيف كوبيل، جناح مانشستر يونايتد بين عامي 1975 و 1983، إلى النادي كمالك مشارك في أبريل 2016.
تعرض يونايتد لانتقادات من قبل أعضائه لتخليهم عن مبادئهم، بما في ذلك الموافقة على التقاط صورة مع وزير في حكومة حزب المحافظين في أكتوبر 2015، على الرغم من سياسة النادي بعدم استخدامها للترقية السياسية ، وبعد يوم واحد من مشاركة بعض أعضاء النادي  في مسيرة ضد التخفيضات الحكومية في مانشستر. ف. دافع يونايتد عن الزيارة ووصفها بأنها «جزء أساسي» من تطوير الأدوات المالية لمشجعي كرة القدم ، بحجة أنها ستساعد ممثلي الحكومة على فهم أفضل لفوائد وتحديات الاستثمار الاجتماعي.
استقال محرر برنامج النادي من منصبه في يونيو 2015 بسبب زيادة سعرية لمرة واحدة في برنامج مباراة برودهيرست بارك الافتتاحية ضد بنفيكا في الشهر السابق، قرار مجلس الإدارة الذي تم وصفه بأنه خرق للمبدأ التأسيسي للنادي بتجنب التجارة الصريحة. ف. كما تعرضت يونايتد في ذلك الوقت لانتقادات بسبب نقص الديمقراطية والشفافية والمساءلة بين مسؤوليها والعضوية.  
في عام 2016، أدت احتجاجات المؤيدين إلى استقالة العديد من أعضاء مجلس الإدارة وعُقد اجتماع عام طارئ (EGM) لاحقًا لانتخاب مجلس إدارة جديد. وبلغت الاحتجاجات ذروتها في غزو العديد من المشجعين للملعب خلال المباراة الأخيرة على أرضهم لموسم 2015-16، ودعوا أعضاء مجلس الإدارة المتبقين الذين يعتبرون مسؤولين عن غياب الديمقراطية والشفافية في النادي إلى الاستقالة. استقال ثلاثة من أعضاء مجلس الإدارة في غضون أسبوع من الاحتجاج على أرض الملعب، مع مسؤول الصحافة والاتصالات بالنادي. في 5 يونيو، انعقد اجتماع الجمعية العمومية غير العادية وتم انتخاب مجلس إدارة جديد من 11 عضوًا، مما أدى إلى «إحساس بالتقدم وجو من التفاؤل» بين أعضاء النادي.

## الاحصائيات والسجلات

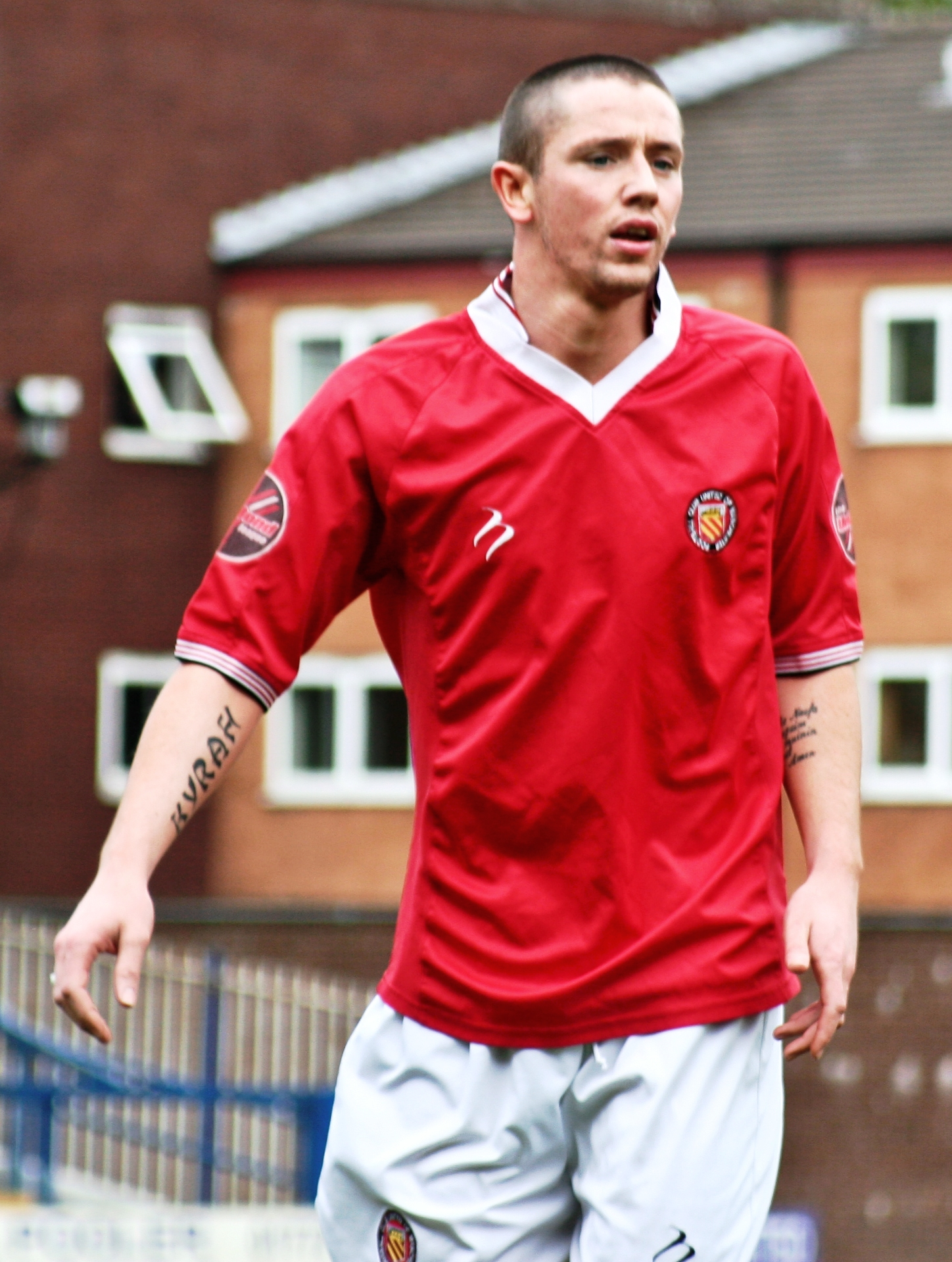
سجل روري باترسون 99 هدفاً لنادي إف سي. متحدون في جميع المسابقات. في وقت لاحق مثل أيرلندا الشمالية.

الرقم القياسي لأكبر عدد من الظهورات لـ F.C. ويحد جيروم رايت يونايتد ، برصيد 400 لاعب اعتبارًا من مارس 2018. توم جريفز هو الهداف التاريخي للنادي برصيد 102 هدفًا في جميع المسابقات ، منها 86 هدفًا في الدوري و 16 في مباريات الكأس اعتبارًا من يناير 2018.ستة لاعبين آخرين ، روري باترسون ، مايك نورتون ، ماثيو ولفندن ، جيروم رايت ، سيمون كاردن وستيوارت رود سجلوا أكثر من 50 هدفًا للنادي. يحمل رود الرقم القياسي لمعظم الأهداف المسجلة في موسم واحد ، بعد أن سجل 45 هدفًا في موسم 2006-07.
أكبر عدد من النقاط التي حصل عليها الفريق هو 112 في موسم 2006-07، وأعلى عدد من الأهداف المسجلة في موسم هو 157، تم تحقيقه في 42 مباراة في 2006-2007. كان أفضل أداء للنادي في كأس الاتحاد الإنجليزي هو الظهور في الدور الثاني خلال موسم 2010-11. بعد فوزه 3-2 بالجولة الأولى على Rochdale ، F.C. سجل يونايتد التعادل 1-1 خارج أرضه مع برايتون وهوف ألبيون ، مما أجبرهم على إعادة المباراة التي خسروا 0-4. تقدم الفريق إلى الدور الأول من كأس الاتحاد الإنجليزي مرة أخرى في 2015-16 لكنه خسر 1-4 في برودهيرست بارك أمام تشيسترفيلد. 
في موسم 2006–07، قام ف. وصل يونايتد إلى الدور الثالث من كأس الاتحاد الإنجليزي بفوزه على باديهام وسالفورد سيتي في أول جولتين لكنه خسر 2-3 على أرضه أمام كورن بعد وقت إضافي. في موسم 2014-2015، تقدموا إلى الدور الرابع من كأس الاتحاد الإنجليزي ، بفوزهم على هاروغيت تاون ، تشورلي وآي إف سي فيلدي في الجولات الثلاث الأولى قبل أن يخسروا 0-1 خارج أرضه أمام توركواي يونايتد.
كان فوز النادي القياسي في الدوري بفوزه 10-2 على كاسلتون جابرييلز في 10 ديسمبر 2005 في دوري كرة القدم في المقاطعات الشمالية الغربية ، القسم الثاني. سجل سيمون كاردن خمسة من الأهداف ، وهو الرقم القياسي للنادي لأكبر عدد من الأهداف يسجلها لاعب في مباراة واحدة. ف. حقق يونايتد هوامش فوز بثمانية أهداف في ثلاث مناسبات أخرى ، في 8-0 انتصارات على بوابة سكوير، وجلوسوب نورث إند، ونيلسون ، كل ذلك خلال موسم 2006-07. كانت أكبر هزيمة للنادي في الدوري هي 0-6 خارج أرضه أمام هاروغيت تاون في 10 مارس 2018 في الدوري الوطني الشمالي.
ف. أعلى نسبة حضور ليونايتد هي 6731 ضد برايتون في الجولة الثانية من كأس الاتحاد الإنجليزي 2010-11 في 8 ديسمبر 2010 و 6023 ضد جريت هاروود تاون في دوري كرة القدم في المقاطعات الشمالية الغربية ، القسم الثاني في 22 أبريل 2006، وكلاهما في جيج لين. ]

## لاعبين

### الفريق الأول
- اعتبارًا من 24 أغسطس 2020

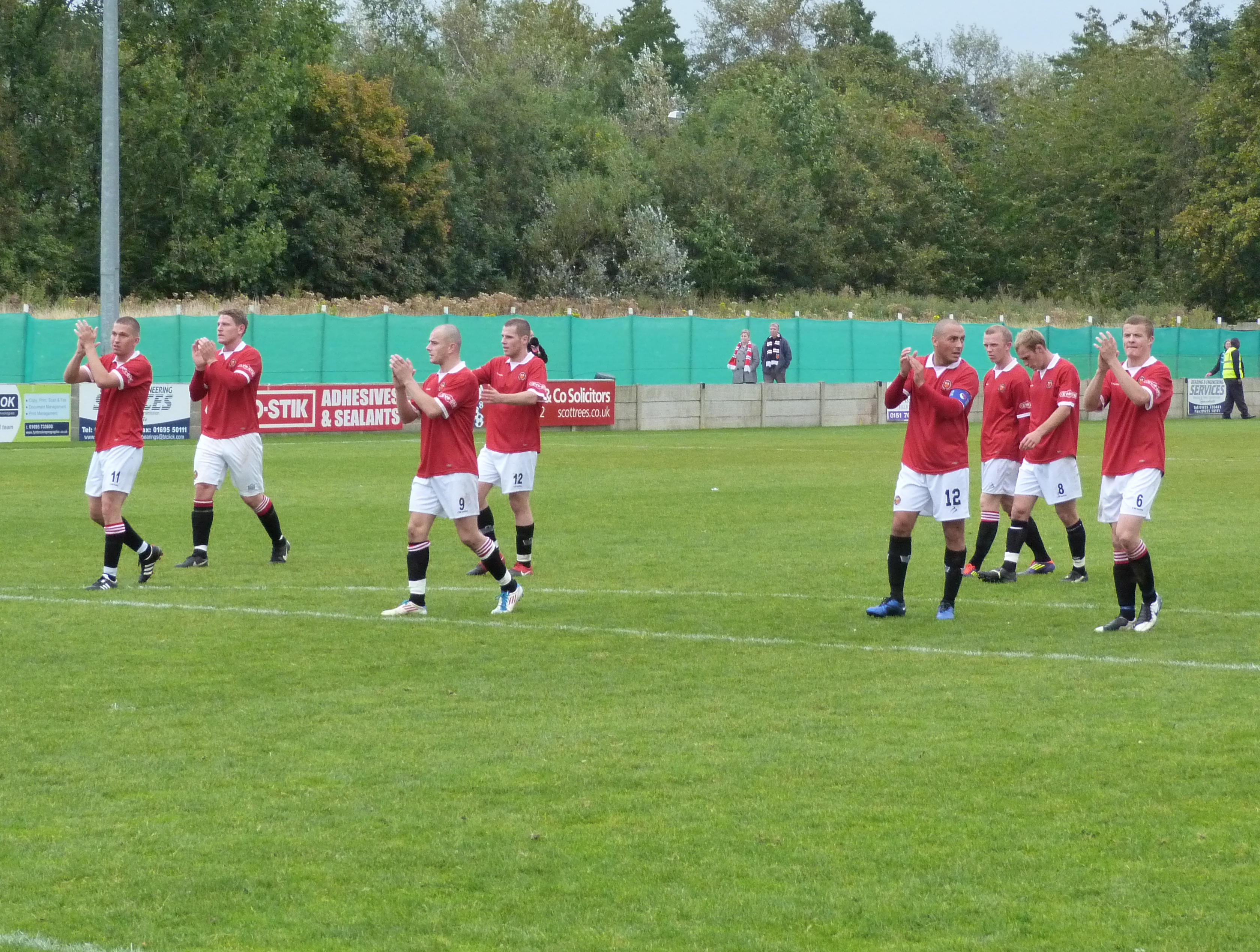
ف. لاعبو يونايتد في عام 2011 يشكرون الجماهير على دعمهم

ملاحظة: تشير الإشارات إلى المنتخب الوطني كما هو محدد بموجب قواعد أهلية FIFA. يجوز للاعبين حمل أكثر من جنسية واحدة غير تابعة للفيفا.

ملاحظة: تشير الأعلام إلى المنتخب الوطني على النحو المحدد في قواعد الأهلية للفيفا. قد يحمل اللاعبون أكثر من جنسية واحدة غير تابعة للفيفا.
| الرقم | البلد   | المركز | اللاعب              |
| ----- | ------- | ------ | ------------------- |
|       | إنجلترا | حارس   | جوش بروكس           |
|       | إنجلترا | حارس   | ميسون ووكر          |
|       | إنجلترا | مدافع  | كريس دويل           |
|       | إنجلترا | مدافع  | آدم دود             |
|       | إنجلترا | مدافع  | كيرتس جونز          |
|       | إنجلترا | وسط    | آرون موريس          |
|       | إنجلترا | وسط    | بول اينيس           |
|       | إنجلترا | وسط    | ديلان بلاكليدج      |
|       | إنجلترا | وسط    | لوك غريفيث          |
|       | إنجلترا | وسط    | مايكل دونوهيو       |
|       | إنجلترا | وسط    | مايكل بوتس          |
|       | إنجلترا | وسط    | فينلي سنكلير سميث   |
|       | إنجلترا | مهاجم  | دان كوكرلاين        |
|       | إنجلترا | مهاجم  | فليتوود تاون        |
|       | إنجلترا | مهاجم  | ريجان ليني          |
|       | إنجلترا | مهاجم  | مورغان هومسون سمييث |

### على سبيل الإعارة
ملاحظة: تشير العلامات إلى المنتخب الوطني كما هو محدد بموجب قواعد أهلية FIFA. يجوز للاعبين حمل أكثر من جنسية واحدة غير تابعة للفيفا.
رقم ، الأمة بلاير

### لاعبين سابقين
انظر التصنيف: F.C. لاعبي يونايتد من مانشستر لمشاهدة قائمة من أبرز لاعبي مانشستر يونايتد لاعبو يونايتد ، في الماضي والحاضر.

### التمثيل الدولي
ساعد يونايتد في توفير العديد من اللاعبين لمشهد كرة القدم الدولي ؛ واصل روري باترسون ، الهداف التاريخي للنادي ، اللعب والتسجيل لأيرلندا الشمالية على المستوى الأول والمهاجم ماثيو والوين ظهر لأول مرة مع سانت كيتس ونيفيس في مباراة ودية ضد أندورا في نوفمبر 2015. ف. تم تمثيل فريق شباب يونايتد في فريق إنجلترا سكول بويز بواسطة سكوت شيثام في عام 2011 وفي عام 2013، وقع النادي مع المدافع الدولي الباكستاني أمجد إقبال من برادفورد بارك أفينيو. أخرى F.C. من بين لاعبي يونايتد الذين لعبوا كرة القدم الدولية ستيفن أوالوران (جمهورية أيرلندا) ولودوفيك كويستين (جوادلوب) وجيسون سانت جوست وجاكوب هازل (كل من سانت كيتس ونيفيس).

## التاريخ الإداري / تدريب الموظفين
- كارل مارجينسون (يونيو 2005 - أكتوبر 2017)

- توم جريفز (أكتوبر 2017 - نوفمبر 2017) كلاعب / مدير مؤقت

- توم جريفز (نوفمبر 2017 - أغسطس 2018)

- ديفيد تشادويك (أغسطس 2018 - أكتوبر 2018) كمدير مؤقت

- نيل رينولدز (أكتوبر 2018 - التاريخ)

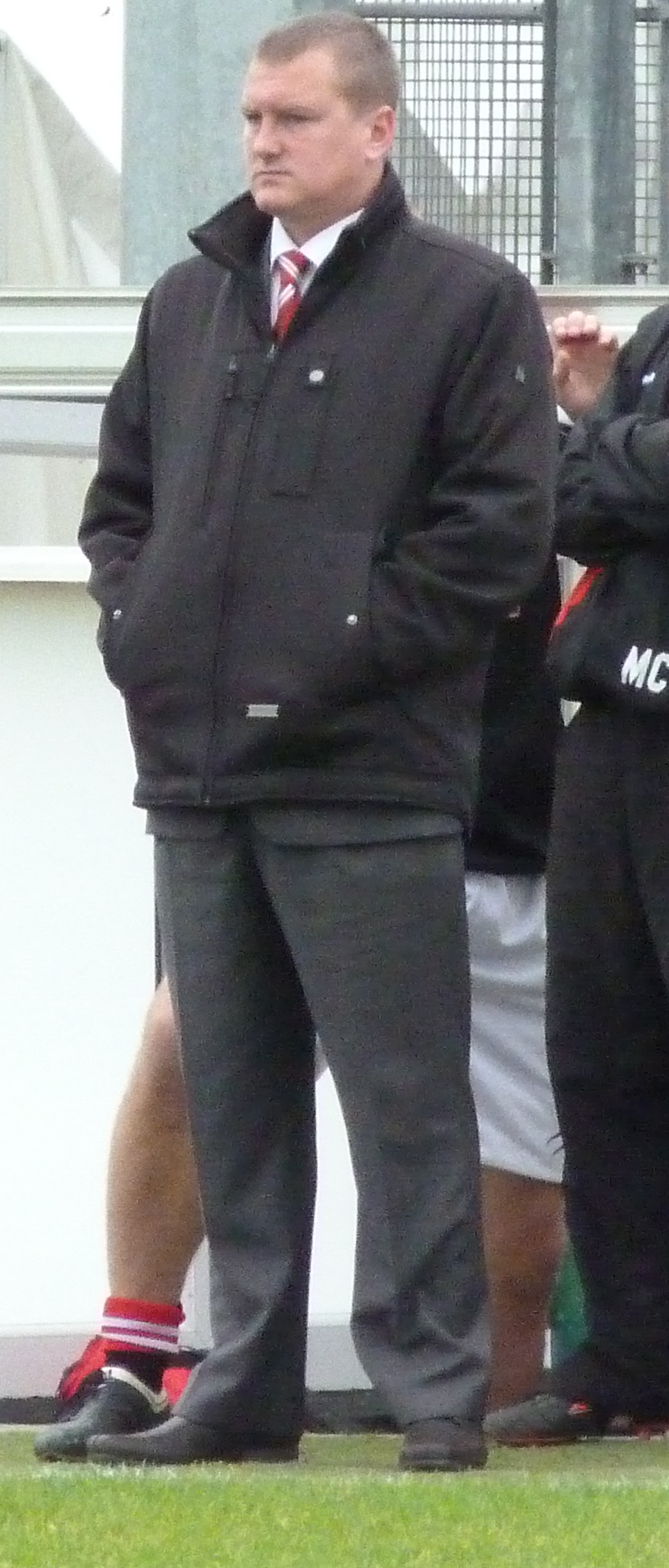
كان كارل مارجينسون مديرًا لفريق إف سي. متحدون لمدة 12 عاما من تشكيله حتى 2017.

عند تشكيلها ، تم إنشاء F.C. عين يونايتد كارل مارجينسون مديرا له. قاد الفريق إلى أربع ترقيات وثلاثة ألقاب في الدوري وكأس الدوري وكأس المقاطعة. غادر النادي بالتراضي في أكتوبر 2017 بعد بداية سيئة لموسم 2017-18. تم استبداله بالمهاجم توم جريفز الذي تولى دور المدير المؤقت للاعب ، وهو القرار الذي اتخذ دائمًا في 21 نوفمبر 2017. [ تم استبداله لاحقًا بديف تشادويك كمدير مؤقت في أغسطس 2018 عندما استقال. []
| الوظيفة                   | الاسم            |
| ------------------------- | ---------------- |
| مدير                      | نيل رينو لدز     |
| نائب مساعد مدير           | بريان ريتشاردسون |
| رئيس التدريب              | ديفيد تشادويك    |
| رئيس تطوير اللاعب وتحليله | مايك فوانكر      |
| مدرب حراس مرمى            | بول تشابمان      |
| رئيس فيزيو                | أوليفيا سميث     |
| كيتمان                    | جوزيف وينكسيل    |
| كيتمان                    | جيمس ديدمان      |
| مساعد مدرب فريق السيدات   | كمران حسين       |
| مدرب                      | هيو فيرغسون      |
|                           |                  |

## مرتبة الشرف
فاز يونايتد بثلاثة ألقاب للدوري وكأس الدوري مرتين وكأس المقاطعات في تاريخهم.
- الدوري الشمالي الممتاز

- أبطال 2014-15

- وصيف البطل 2010-11، 2011-12، 2012-13

- الدوري الشمالي الممتاز قسم واحد شمال

- الوصيف 2007–08

- الفائزون في المباراة الفاصلة 2007-08

- كأس رئيس الدوري الشمالي الممتاز

- الفائزون 2007-08

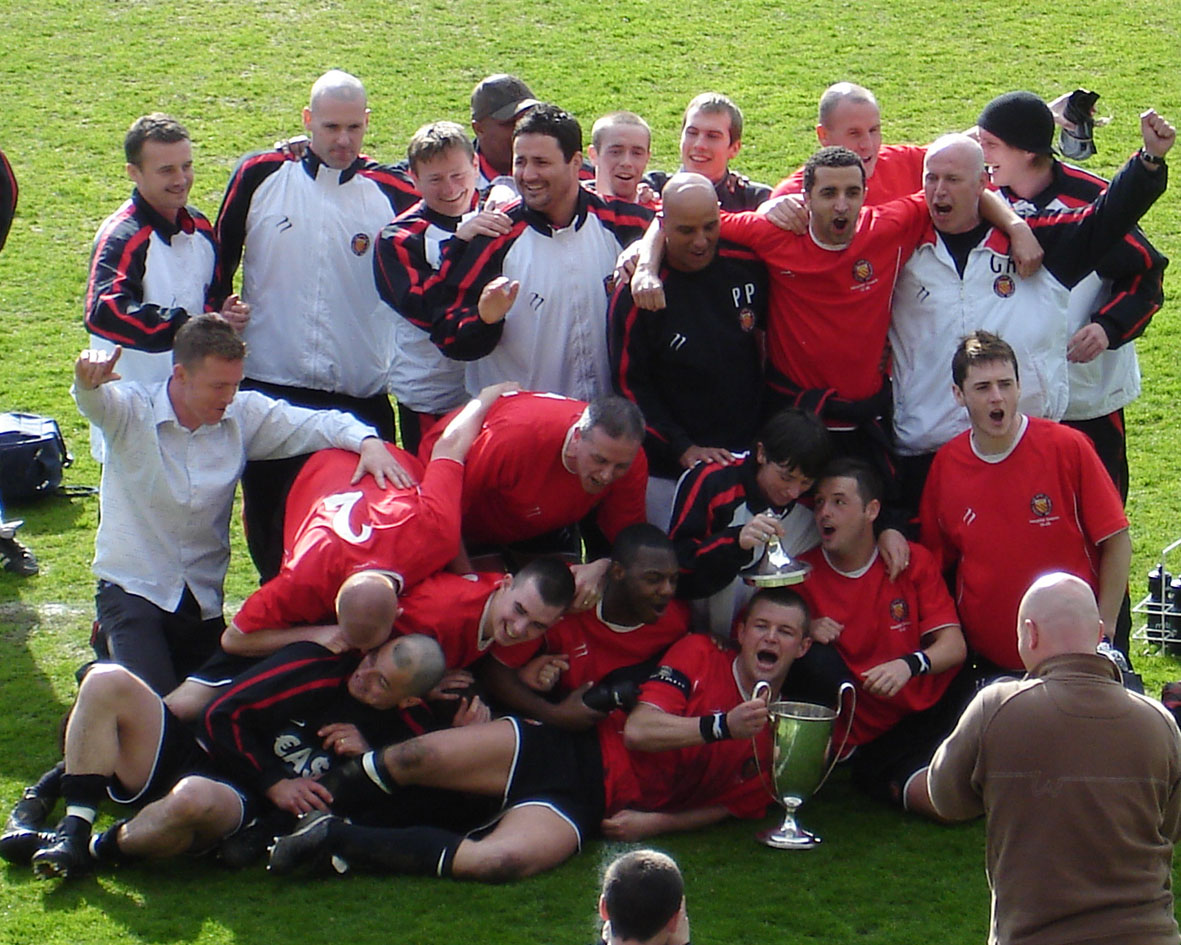
فريق يونايتد يتوج بطلاً لدوري كرة القدم في المقاطعات الشمالية الغربية ، القسم الثاني في موسمه الافتتاحي (2005-2006).

- دوري المقاطعات الشمالية الغربية القسم الأول

- البطل 2006-07

- كأس التحدي لدوري المقاطعات الشمالية الغربية

- الفائزون 2006-07

- دوري المقاطعات الشمالية الغربية القسم الثاني

- البطل 2005-06

- كأس مانشستر الممتاز

- الفائزون في 2016–17، 2017–18

## السجلات
السجلات
- أفضل أداء في كأس الاتحاد الإنجليزي: الجولة الثانية ، 2010-11 [73]

- أفضل أداء لكأس الاتحاد الإنجليزي: ربع النهائي ، 2014-15 [73]

- أفضل أداء لمزهريات الاتحاد الإنجليزي: الجولة الثالثة 2006–07 [73]

## فريق السيدات
ف.  تنافس فريق السيدات في يونايتد لأول مرة في موسم 2012-13.  احتلوا المركز الثاني في دوري كرة القدم للسيدات في مانشستر الكبرى خلف مانشستر سيتي سيدات.  وصلوا أيضًا إلى نهائي كأس دوري GMWFL لكنهم خسروا 0-1 أمام مانشستر سيتي سيدات.  بعد إنهاء المركز الثاني مرة أخرى في 2013-14، فاز الفريق بدوري الدوري والكأس في عام 2015، حيث صعد إلى دوري كرة القدم الإقليمي للسيدات في شمال غرب القسم الأول جنوبًا.  أنهوا المركز الثاني في الموسمين التاليين ، خلف إم إس بي وولتون للسيدات في 2015-16 وميرسيرايل بوتل في 2016-2017، وفازوا بكأس الدوري والمقاطعة في الموسم الأخير. في موسم 2017-18، فاز الفريق بأول ثلاثية له ، دافعًا عن كأس الدوري وكأس المقاطعات وتأمين الترقية إلى دوري كرة القدم الإقليمي للسيدات في شمال غرب الدوري الممتاز بعد حملة لم تهزم في الدوري.